# Folkelivsbilleder
Folkelivsbilleder, Humoresker opus 19 (Beelden van alle dag)  is een compositie van Edvard Grieg voor piano solo. Het is een driedelig werk, waarvan de componist al direct vertelde dat deel 3 automatische voortvloeit uit de eerste twee, tot en met een muzikaal citaat aan toe. Het werk is opgedragen aan de Deense componist J.P.E. Hartman die een aantal jaren daarvoor medeoprichter was van het Conservatorium van Kopenhagen.
De drie delen:
1. Fjellslått (in de bergen)
2. Brudefolget drar forbi (een bruisstoet trekt voorbij)
3. Fra karnevalet (carnavalscene).

De uitleg ten spijt, niet deel drei werd populair, maar juist deel twee. Dat kwam wellicht mede doordat Johan Halvorsen er een arrangement voor orkest van maakte. Het boekwerkje bij de uitgave van Naxos vermeldt tevens dat de Franse componist Édouard Lalo dacht dat Grieg Noorse volksmuziek had bewerkt en gebruikte muziek van Fjellslått in zijn Rhapsodie Norvegienne opus 24.